# Marco Antonio Quirino
Marco Antonio Quirino, O. Cruc. ou Marco Sebastianus Quirino (nascido em 1581) foi um prelado católico romano que serviu como arcebispo de Naxos (1622–1625).

## Biografia
Marco Antonio Quirino nasceu em 1581 e foi ordenado sacerdote nos Cónegos Regulares da Ordem da Santa Cruz. No dia 24 de janeiro de 1622, foi nomeado Arcebispo de Naxos durante o papado de Paulo V. A 13 de março de 1622, foi consagrado bispo por Giovanni Garzia Mellini, cardeal-sacerdote de Santi Quattro Coronati com Tommaso Ximenes, bispo de Fiesole, e Pierre François Maletti, bispo de Nice, servindo como co-consagradores. Serviu como Arcebispo de Naxos até à sua renúncia em 1625.